# Arne Glimcher

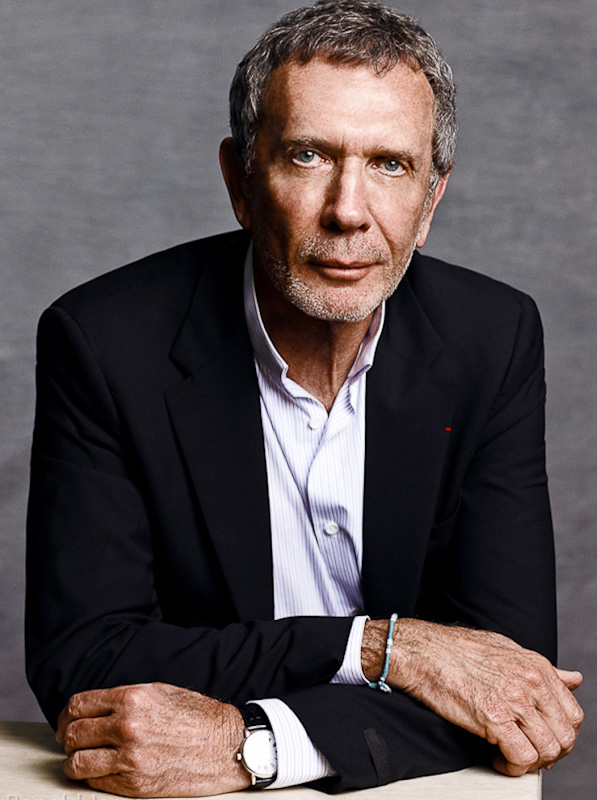
Arne Glimcher, 2012

Arne Glimcher, auch Arnold Glimcher (* 2. März 1938 in Duluth, Minnesota), ist ein US-amerikanischer Regisseur und Filmproduzent, der durch Kinofilme wie Mambo Kings oder Im Sumpf des Verbrechens international bekannt wurde. Zudem ist er ein bekannter New Yorker Kunsthändler.

## Leben und Karriere
Arnold Glimcher, geboren 1938 in Duluth im Bundesstaat Minnesota, kam 1982 in Robert Bentons Thriller In der Stille der Nacht zum ersten Mal in Berührung mit dem Filmgeschäft. Als Auktionsbieter trat er in einer kleinen Nebenrolle auf. Im Jahr 1986 engagierte er sich dann in der Funktion des Associate Producers für das Filmprojekt Staatsanwälte küsst man nicht mit Robert Redford in der Hauptrolle, einen Psychothriller, inszeniert von Ivan Reitman, der in der Kunstwelt spielt. Im Jahr 1988 trat er darüber hinaus als Produzent der beiden Kinofilme Gorillas im Nebel, einer Biografie über die Gorillaforscherin Dian Fossey, verkörpert von Sigourney Weaver, und des Familiendramas Der Preis der Gefühle mit Diane Keaton und Liam Neeson in Erscheinung.
1992 inszenierte Glimcher schließlich als Regisseur mit Mambo Kings seinen ersten eigenen Kinofilm, den er auch selbst produzierte. 1995 folgte der Thriller Im Sumpf des Verbrechens mit Sean Connery und Laurence Fishburne in den Hauptrollen. 1999 drehte er die Komödie White River Kid in der Besetzung Bob Hoskins, Antonio Banderas und Ellen Barkin. Im Jahr 2008 entstand der Dokumentarfilm Picasso and Braque Go to the Movies.
Arne Glimcher zählt zu den mächtigsten Händlern der Kunstwelt. Er ist der Gründer der renommierten Pace Gallery für moderne und zeitgenössische Kunst in New York.

## Auszeichnungen
- 1993: Oscar-Nominierung in der Kategorie Musik (Original Song) für Beautiful Maria of My Soul zusammen mit Robert Kraft aus dem Film Mambo Kings
- 1993: Golden-Globe-Awards-Nominierung in der Kategorie Bester Filmsong für Beautiful Maria of My Soul zusammen mit Robert Kraft aus dem Film Mambo Kings

## Filmografie

### Als Regisseur
- 1992: Mambo Kings
- 1995: Im Sumpf des Verbrechens (Just Cause)
- 1999: White River Kid (The White River Kid)
- 2008: Picasso and Braque Go to the Movies (Dokumentarfilm)

### Als Produzent
- 1986: Staatsanwälte küsst man nicht (Legal Eagles)
- 1988: Gorillas im Nebel (Gorillas in the Mist: The Story of Dian Fossey)
- 1988: Der Preis der Gefühle (The Good Mother)
- 1992: Mambo Kings
- 1995: Im Sumpf des Verbrechens (Just Cause)
- 1999: White River Kid (The White River Kid)
- 2008: Picasso and Braque Go to the Movies (Dokumentarfilm)
- 2013: White Gold (Kurzdokumentarfilm)